# Жан-Ербер Остен
Жан-Ербер Остен (фр. Fritz Leandré; нар. 23 лютого 1950, Порт-о-Пренс, Гаїті) — гаїтянський футболіст, виступав на позиції захисника та півзахисника.

## Клубна кар'єра
Закінчив Нью-Йоркський університет, протягом навчання в ньому двічі потраляв до Всеамериканської футбольної команди та тричі входив до Команди всіх зірок штату Нью-Йорк. У 1998 році потрапив до Спортивної зали слави Нью-Йоркського університету. По завершенні навчання повернувся на Гаїті, де виступав за місцевий клуб «Віолетт».

## Кар'єра в збірній
Разом зі збірною Гаїті відправився на чемпіонат світу 1974 року, однак на турнірі не зіграв жодного офіційного поєдинку.